# Гвадар
Гвада́р (урду گوادر‎, англ. Gwadar) — город и административный центр одноимённого округа, расположенный на юго-западе пакистанской провинции Белуджистан.

## История
В 1783—1958 годах Гвадар входил в состав Султаната Маскат (современный Оман). Был выкуплен Пакистаном лишь в 1958 году.

## Географическое положение
Гвадар омывается Оманским заливом (Аравийским морем) Индийского океана. Гвадар расположен на Макранском берегу на перешейке молотообразного полуострова, берега которого образуют две полукруглые бухты. Центр города располагается на высоте 8 м над уровнем моря.

## Демография
Основное население составляют белуджи иранской группы индоевропейской семьи народов.
Население города по годам:
| 1998   | 2012   | 2017    |
| ------ | ------ | ------- |
| 43 850 | 65 364 | 138 438 |

## Транспорт
Гвадар является одним из трёх крупнейших морских портов Пакистана. Морской порт был построен Китаем в период 2002—2005 годов и открыт весной 2007 года. В 2008 году грузооборот порта составил 52 000 тонн. Главной автомобильной артерией является Макранское береговое шоссе, длиной 700 км. В будущем Гвадар будет соединён с Ираном автомобильным сообщением. По проекту китайско-пакистанского экономического коридора стоимостью 46 миллиардов долларов пакистанский глубоководный порт Гвадар (en:Gwadar Port) будет связан через Синьцзян-Уйгурский автономный район с портами Южного Китая Гуанчжоу и Фанчэнган, после строительства дорог «Кашгар — Хавелиан» (протяжённость 1100 км, через Хунджерабский перевал на спорной с Индией территории Гилгит-Балтистан) и «Хотан — Голмуд» (протяжённость 1600 км, в Китае). Также в городе расположен международный аэропорт Гвадар, который находится в 14 км от центра города.

## Галерея

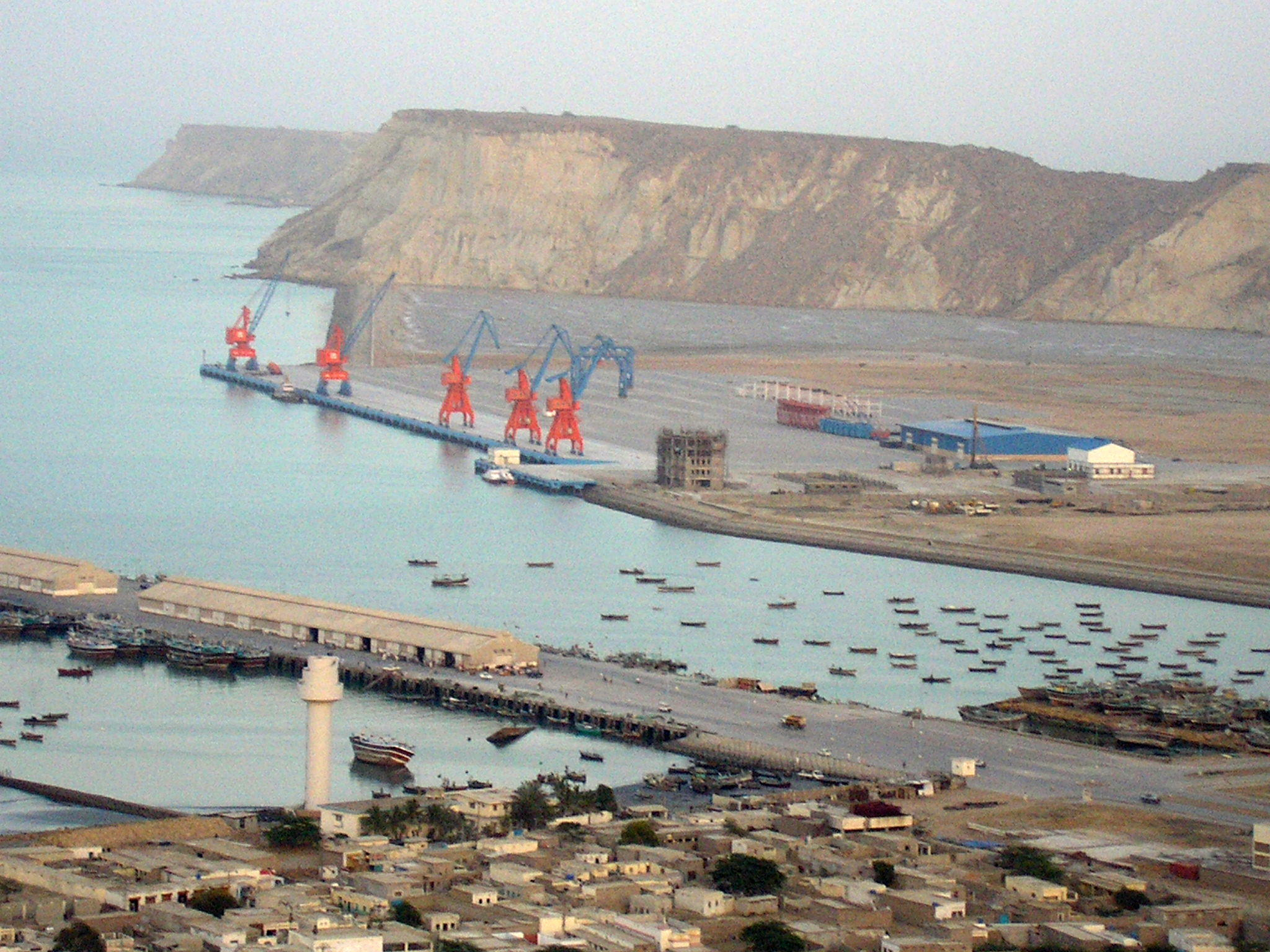
Порт в Гвадаре.
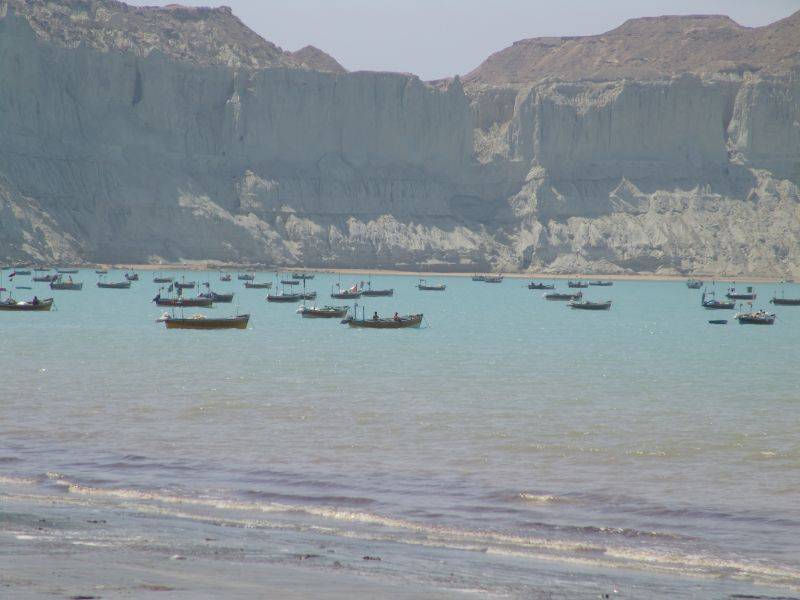
Гвадарский залив
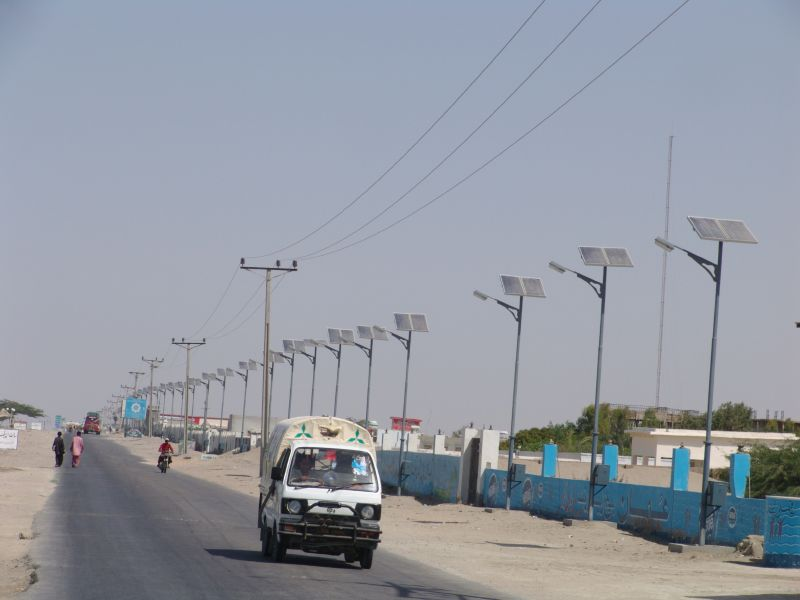
Уличные фонари на солнечной энергии. Гвадар
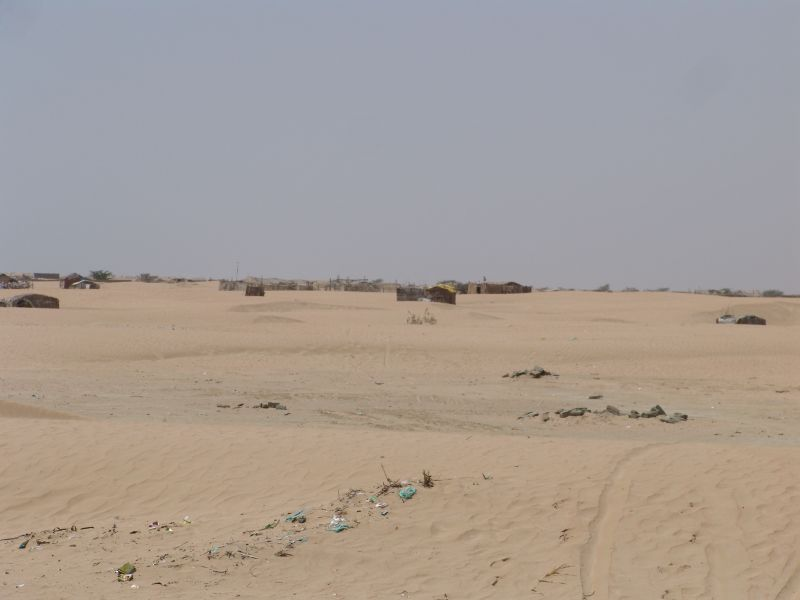
Дикая местность. Гвадар
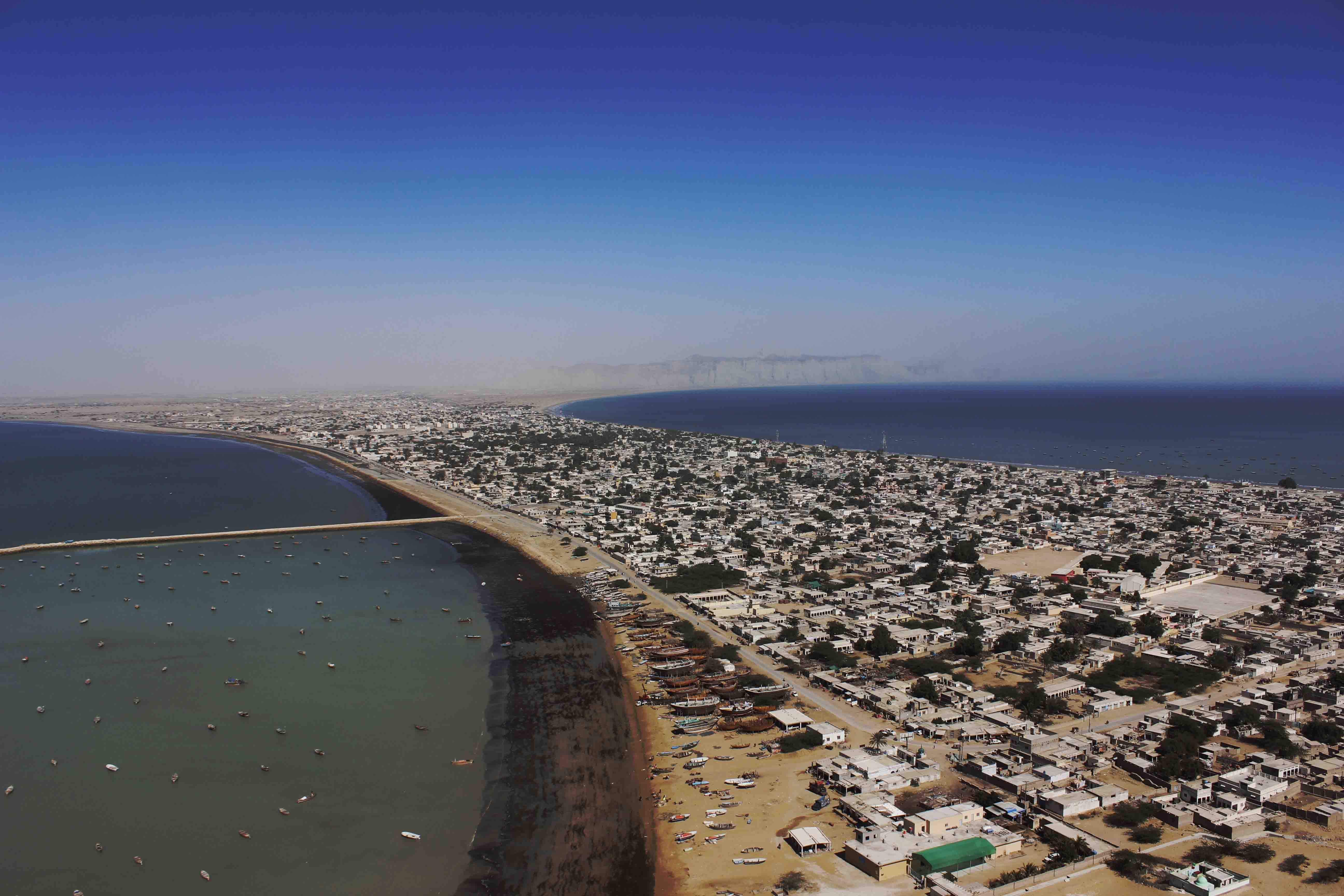
Гвадар расположен на узком песчаном перешейке, который соединяет мыс Гвадара высотой 480 футов с береговой линией Мекрана.
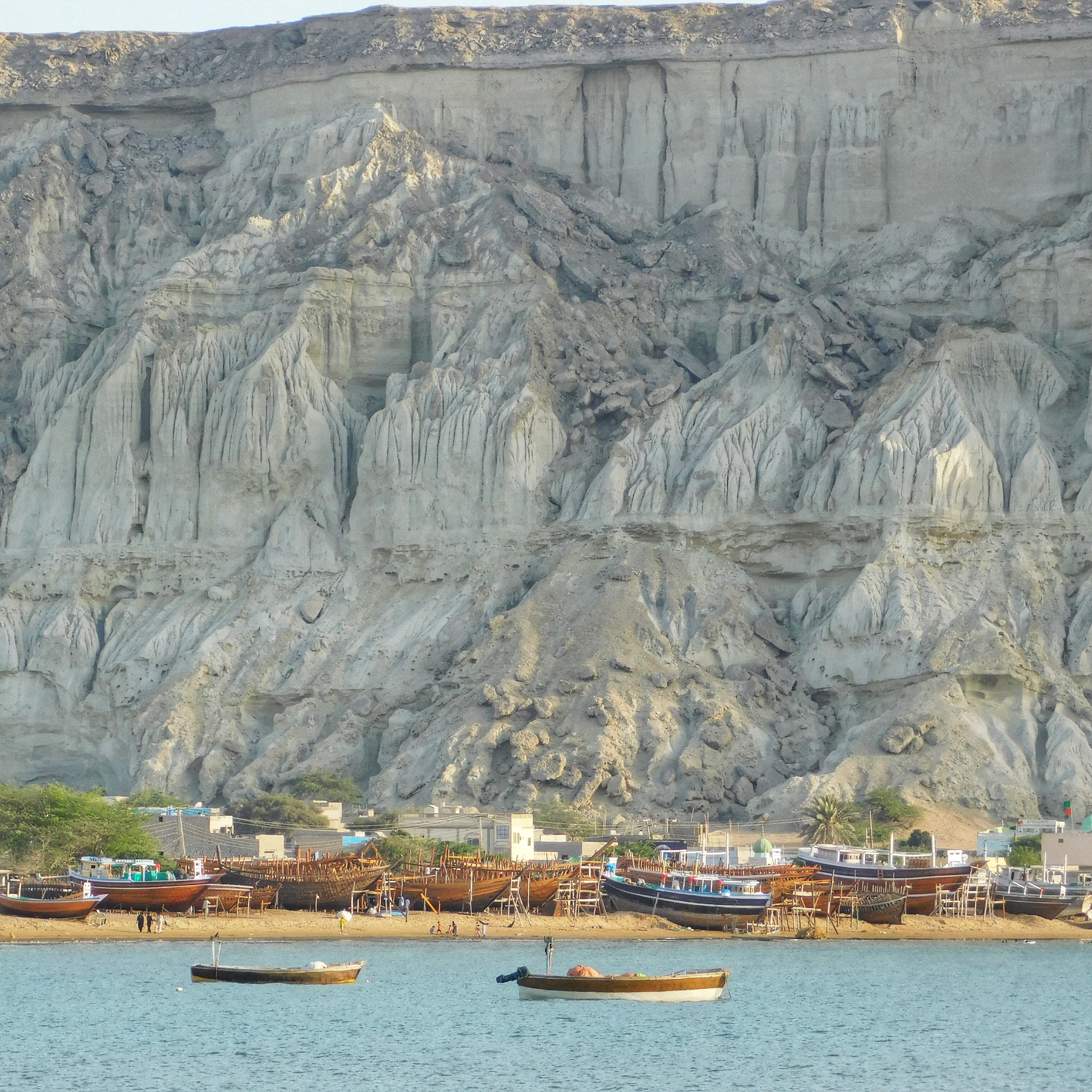
Рыбацкие лодки в восточном заливе Гвадара на фоне холмов Кох-э-Мехди
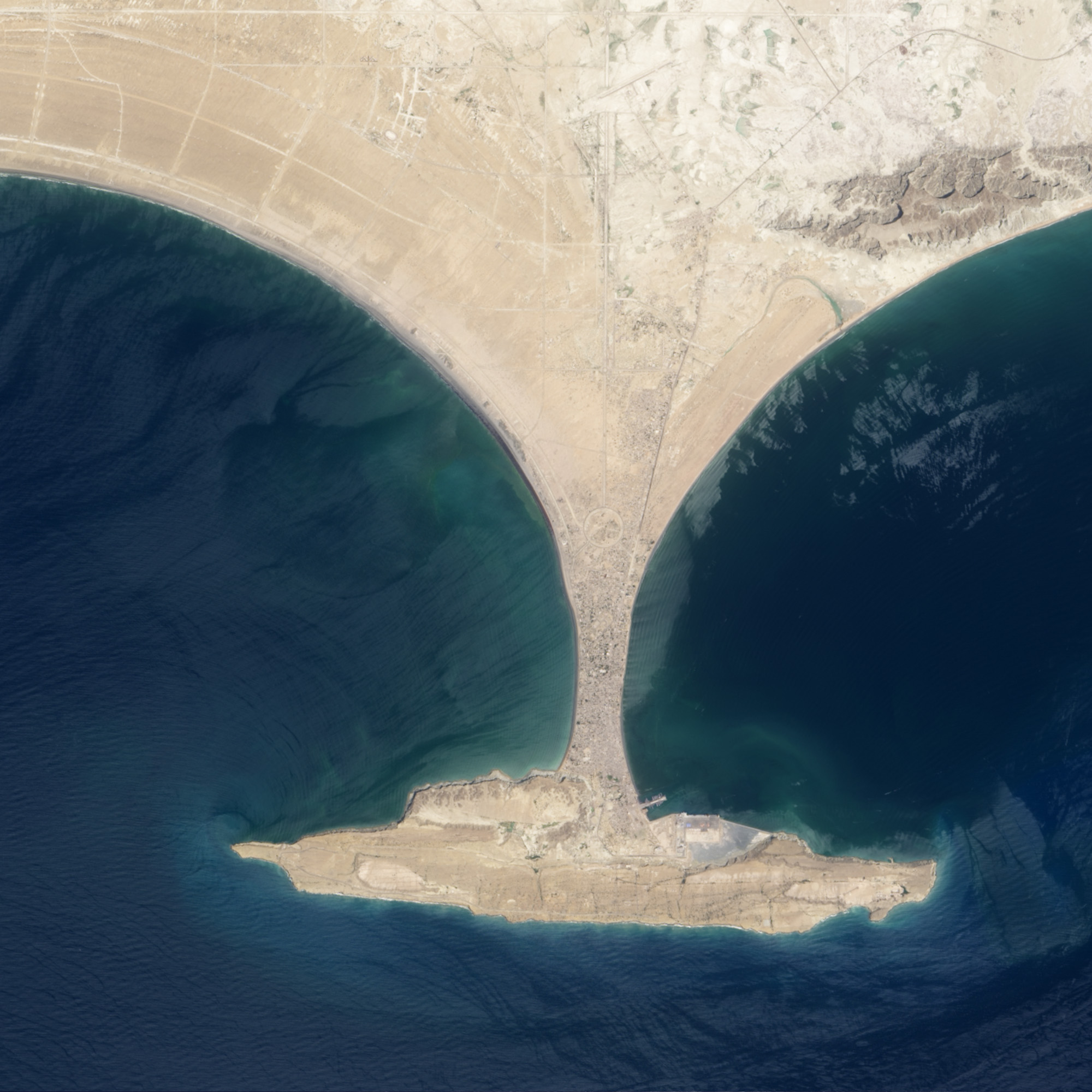
Аэрофотосъёмка Гвадарского полуострова